# Арай (Северо-Казахстанская область)
Арай (каз. Арай, до 2023 г. — Кривощёково) — село в районе Шал акына Северо-Казахстанской области Казахстана. Административный центр сельского округа Арай. Код КАТО — 595639100.

## Население
В 1999 году население села составляло 1266 человек (616 мужчин и 650 женщин). По данным переписи 2009 года, в селе проживало 956 человек (472 мужчины и 484 женщины).